# Trigonodesma
Trigonodesma là một chi bướm đêm thuộc họ Erebidae.